# Akira (imię)
Akira (jap. あきら, アキラ) – popularne męskie imię japońskie, czasem noszone także przez kobiety.

## Możliwa pisownia
Akira można zapisać, używając wielu różnych znaków kanji i może znaczyć m.in.:
- 明, „jasny/lśniący”[1]
- 亮, „przejrzysty”[1] (występuje też inna wymowa tego imienia: Ryō)
- 彰, „jasny/oczywisty” (występuje też inna wymowa tego imienia: Shō)
- 晃, „olśniewający”
- 晶, „krystaliczny/przejrzysty” (występuje też inna wymowa tego imienia: Shō)
- 昭, „jaskrawy”
- 暁, „świt” (występuje też inna wymowa tego imienia: Satoru)
- 朗, „jasny”

## Znane osoby
- Akira Amano (明), japońska mangaka
- Akira Fujimoto (彰), wynalazca polskiego pochodzenia
- Akira Fujinami, japoński lekarz
- Akira Higashi (輝), japoński skoczek narciarski
- Akira Ifukube (昭), japoński kompozytor muzyki filmowej
- Akira Iida (章), japoński kierowca wyścigowy.
- Akira Ishida (彰), japoński seiyū
- Akira Kaji (亮), japoński piłkarz
- Akira Kuroiwa (彰), japoński panczenista
- Akira Kurosawa (明), japoński reżyser, scenarzysta i producent filmowy
- Akira Narahashi (晃), były japoński piłkarz
- Akira Natori (亮), japoński astronom
- Akira Nishiguchi (彰), japoński seryjny morderca i oszust
- Akira Sasaki (明), japoński narciarz alpejski
- Akira Satō (晃), były japoński skoczek narciarski
- Akira Suzuki (章), japoński chemik
- Reita/Akira Suzuki (亮), basista japońskiego zespołu the GazettE
- Akira Tanaka (章), japoński lekkoatleta, płotkarz
- Akira Terao (聰), japoński muzyk i aktor
- Akira Toriyama (明), japoński mangaka
- Akira Watanabe (暁), japoński szachista
- Akira Yamaoka (晃), japoński muzyk i kompozytor
- Akira Yaegashi (東), japoński bokser
- Akira Yoshizawa (章), znany japoński twórca origami oraz ambasador kultury Japonii

## Fikcyjne postacie
- Akira (アキラ), główny bohater serii Togainu no Chi
- Akira Kogami (あきら), bohaterka serii Lucky Star
- Akira Ōkōchi (アキラ), bohaterka mangi i anime Mahō Sensei Negima!
- Akira Okuzaki (晶), bohaterka anime My-Otome i My-HiME
- Akira Shinmei (明) / Niebieski Ranger, bohater serialu tokusatsu Himitsu Sentai Goranger
- Akira Takano (晶), bohaterka serii School Rumble
- Akira Takizawa (朗), główny bohater serii Higashi no Eden
- Akira Tanaka (昭), bohater anime Shiki
- Akira Tōya (アキラ), jeden z głównych bohaterów mangi i anime Hikaru no go
- Akira Udō (アキラ), bohater mangi i anime Air Gear